# برونک‌هورست
برونک‌هورست (به هلندی: Bronckhorst) یک شهرستان در هلند است که در خلدرلاند واقع شده‌است. برونک‌هورست ۱۳ متر بالاتر از سطح دریا واقع شده‌است.